# Juliana Santillán
Carla Juliana Santillán Juárez Brahim (Mar del Plata, 17 de junio de 1979) es una política argentina, que fue electa para ser diputada nacional por la provincia de Buenos Aires en el periodo 2023-2027.

## Biografía
Nació en 1979 en Mar del Plata, hija de un suboficial mayor (r) de la Armada acusado de represor durante la década de 1970, Carlos Santillán.
Cuenta con un diploma en economía austríaca de un curso de tres meses en la Escuela Superior de Economía y Administración de Empresas (ESEADE) centro de ideología libertaria fundado por Alberto Benegas Lynch, padre del diputado libertario homónimo.  Está divorciada y es madre de tres hijos. Por otro lado, fue acusada de afirmar falsamente ser abogada y tener dos doctorados en derecho; en particular por Yamil Santoro y por posteos atribuidos a ella misma en redes sociales.
Entró en la política en 2005 militando en la UCR, Posteriormente se une al Pro de Mauricio Macri  siendo designada directora Diseño y Gestión en Políticas Pública por el gobierno Maria Eugenia Vidal en la Provincia de Buenos Aires. En 2015 comenzó a ser una recurrente panelista del programa macrista Intratables, donde iba a defender al gobierno de Mauricio Macri y sus políticas. Declaró que formaba parte de ese espacio ya que «no quería que volviera el kirchnerismo».en 2018 se une al espacio de Javier Milei. Por aquel entonces, se la relacionó sentimentalmente con Facundo Moyano, aunque ella negaría el vínculo por fuera de lo profesional. 
Fue precandidata a diputada en las Elecciones legislativas de Argentina de 2021 por el partido Republicanos Unidos en una interna dentro de la coalición Juntos por el Cambio, sin embargo su lista no resultó electa. Luego, ese mismo año fue candidata a senadora en la provincia de Buenos Aires en el espacio político del exmilitar Juan José Gómez Centurión. Posteriormente. Dos años después fue candidata a diputada por La Libertad Avanza en las elecciones legislativas de 2023, donde fue electa con el 25,44% que obtuvo la coalición en la provincia de Buenos Aires.
Santillán impulsó un proyecto acerca de la conversión de los clubes de futbol en sociedades anónimas. En el proyecto se vinculó con el empresario Guillermo Tofoni, el secretario de turismo y excandidato a presidente Daniel Scioli y el ministro de desregulación Federico Sturzenegger. Esa misma semana filtraron audios de Juliana Santillán, vinculada a uno de los principales empresarios que impulsan el modelo de las sociedades anónimas deportivas para el fútbol argentino, en donde aseguraba tener arreglos con la Inspección General de Justicia (IGJ) y el Ministerio de Justicia para beneficio de los empresarios que aporten para su campaña. Santillán es el alfil de Milei en el Congreso y del magnate Foster Gillett de quién es muy cercana y de  su apoderado en el país Guillermo Tofoni. Posteriormente se conocerían pagos millonarios de Gillett a la diputada para que impulse la ley que beneficiaba al empresario con el objetivo de llevar adelante privatización de clubes de fútbol.

## Controversias

### Uso de auriculares durante discursos en la Cámara baja
El 9 de octubre de 2024, pronunció un discurso de cierre en la Cámara de Diputados durante una sesión dedicada al veto de Javier Milei al presupuesto de las universidades. Su intervención fue notable por su ritmo sostenidamente monótono falto de naturalidad aunque con alta precisión en los datos presentados, lo que generó especulaciones sobre la posible utilización de un dispositivo de asistencia, como un audífono o auriculares.
Fuentes dentro de su propio bloque político afirmaron haber escuchado una grabación en su celular mientras otros diputados intervenían en la sesión. Además, se indicó que la diputada había colocado un estuche de auriculares sobre su banca antes de tomar la palabra. Sin embargo, Santillán negó categóricamente estas versiones, calificándolas de «totalmente falsas» y argumentando que su discurso había sido preparado con anticipación, sin la necesidad de asistencia externa. Sin embargo, en algún momento se viralizó un video donde se ve un auricular caer de una de sus orejas y a la diputada volviéndolo a colocar, mientras se escucha una grabación correr de fondo.
Este episodio generó un debate sobre las normas de la Cámara de Diputados, que prohíben la lectura de discursos, permitiendo únicamente el uso de apuntes o citas breves.

### Usurpación de título universitario
Juliana Santillán militó un tiempo en la agrupación libertaria Republicanos Unidos, dirigida por el abogado Yamil Santoro. Santillán se presentó como abogada, pero algunas inconsistencias, su escritura con numerosos errores ortográficos y el plagio de columnas hicieron dudar a sus compañeros. Luego de un análisis de su curriculum vitae fue confrontada por Yamil Santoro y Santillán en respuesta abandonó dicho espacio político.   Se cree sin embargo que aprobó algunas materias de la carrera de derecho. Hizo también declaraciones sobre  supuestos estudios  de doctorado en derecho. En la descripción de perfil de una cuenta de X que ya no existe,  Santillán  decía ser "Doctorada en Derecho Penal, criminalista" recibida en la Universidad de San Andrés y en la Universidad Atlántida Argentina de Mar del Plata. El hecho de que se presentara  como  abogada o por lo menos haber  completado  alguna carrera universitaria queda confirmada en su declaración jurada presentada en la Oficina Anticorrupción cuando asumió como diputada en 2023.

### Conflicto con trabajadores del Hospital Garrahan y la relación entre su salario y la canasta básica
A principios de 2025, el presupuesto del Hospital Garrahan se encontraba congelado desde diciembre de 2024, lo que generó un conflicto con el gobierno nacional -el responsable de la mayor parte de su financiamiento- que se intensificó a partir de mayo de 2025, con paros y movilizaciones. En medio del conflicto, el gobierno de Javier Milei acusó al hospital de ser «ineficiente», alegando que tenía «empleados administrativos dibujados por el kirchnerismo», a pesar de que la proporción entre personal médico y administrativo era la normal a cualquier hospital. Además, el ministro de Salud, Mario Lugones, fue imputado por exigir la renuncia del Consejo Directivo del hospital.
Durante un debate televisivo por TN en junio de 2025, en el marco del conflicto, Santillán increpó a una médica residente afirmando que su sueldo de cerca de 800 000 pesos era suficiente porque superaba la canasta básica de una familia tipo. Santillán afirmaba que la misma era de poco más de 350 000 pesos, cuando en realidad esta última estaba arriba del millón de pesos. Además, afirmó tener acceso a los datos del INDEC sobre esta temática de mayo cuando los datos disponibles al respecto a la fecha del incidente eran los de abril, generando así un debate sobre su idoneidad para ser diputada, que también salpicó a sus compañeras de bancada Lilia Lemoine y Nadia Márquez.  Fue duramente criticada en los medios de comunicación y en las redes sociales por su error. La diputada de La Cámpora Florencia Carignano declaró sobre Santillán: «No me parece que una diputada ande paseando por hoteles 5 estrellas con tipos», tras mantener un altercado con las diputadas mencionadas, generándose otra polémica por los modos en la Cámara baja.

## Historial electoral
|  | 21,72 % |

|  | 25,44 % |